# Ivan Ivanovics Szajenko
Ivan Ivanovics Szajenko (oroszul: Иван Иванович Саенко; Maszlovka, 1983. október 17. –) orosz válogatott labdarúgó.
Az orosz válogatott tagjaként bronzérmet szerzett a 2008-as Európa-bajnokságon.

## Sikerei, díjai
Nürnberg
- Német kupagyőztes (1): 2006–07

Oroszország
- Európa-bajnoki bronzérmes (1): 2008